# Springhill (South Staffordshire)
Springhill é um halmet a cerca de 1,6 km de Essington, na paróquia civil de Essington, distrito de South Staffordshire, no condado de Staffordshire, Inglaterra. Em 2019, tinha uma população estimada de 538.

## História
O nome "Springhill" significa "colina com um bosque". A mina de carvão Springhill localizada a leste de Springhill parece ter funcionado durante o século XIX.